# Alphonse-Alfred Haentjens
Pour les articles homonymes, voir Haentjens.
Pour les autres membres de la famille, voir Famille Haentjens.
Alphonse-Alfred Haentjens, né le 11 juin 1824 à Nantes et mort le 11 avril 1884 à Paris 8e, est un industriel, patron de presse et homme politique français.

## Biographie
D'une riche famille de la bourgeoisie nantaise, fils Chrétien-Charles Haëntjens (1790-1836), armateur à Nantes, agronome et conseiller général de la Loire-Inférieure, et d'Adélaïde Martin-Lavallée, il fait ses études au lycée de Vendôme puis à l'École centrale, fondée par son oncle Alphonse Lavallée. Marié à la fille du maréchal Magnan, il est le père de Marcel Haëntjens et de Jeanne Filleul-Brohy.
Impliqué dans les milieux de l'industrie et de la presse, il est l'un des pionniers de la grande presse parisienne. Possesseur d'une fortune conséquente, il compte parmi les premiers et les principaux actionnaires du Monde illustré, tout en étant l'un des fondateurs de La Petite Presse. En 1868, il fonde Le Journal de la Sarthe, devenu par la suite Le Maine libre.
Aux journées de juin 1848, il se bat à Paris, comme volontaire de l'Ordre, et y reçoit une balle en pleine poitrine. L'événement lui vaut d'être décoré.

### Vie politique
Maire de Saint-Corneille (Sarthe), où il dispose de propriétés et de sa résidence (château de la Perrigne), et conseiller général de la Sarthe de 1858 à 1870, successivement pour les cantons du Grand-Lucé et de Montfort-le-Rotrou, il se présente comme candidat au Corps législatif dans la 1re circonscription de la Sarthe, aux élections de 1863, et est élu.
Réélu, le 24 mai 1869, il siège dans la majorité dévouée à l'Empire, mais signe néanmoins l'interpellation des 116, et vote contre la déclaration de guerre à la Prusse. Tout homme d'affaires qu'il était, Alfred Haentjens, compte en effet parmi ceux qui tendent à bannir l'idée de guerre. Non seulement celle-ci inhibe les initiatives et bloque les projections, mais elle grève les budgets. Dès lors, les charges du budget de la guerre risquent d'entraîner des accroissements d'impôts et une aggravation du poids de la dette publique ce qui, tôt ou tard, entraînera une hausse des charges subies par l'entreprise. À ce titre, dès 1863, il s'oppose à voter le budget de la guerre couvrant l'expédition du Mexique. En 1869, bien que membre de la Majorité, il se dit d'accord avec la Gauche et affirme que si les dépenses de la guerre doivent rester inchangées, il se refusera, une fois encore, à en voter le budget. En toute logique, il vote donc contre la déclaration de guerre de 1870.
Aux élections du 8 février 1871 pour l'Assemblée nationale, le département de la Sarthe l'élit représentant. Toujours dans les rangs des conservateurs, il est l'un des sept députés de l'Assemblée générale de Bordeaux qui votent contre la déchéance de la famille impériale le 1er mars 1871.
Fondateur et président du groupe de l'Appel au peuple, il demande et obtient une enquête sur l'insurrection communaliste du 18 mars, s'insurge contre l'élévation du prix des tabacs qu'il propose d'alléger par une surtaxe sur les alcools. Également membre de la commission du budget, il demande l'émission de bons du Trésor pour la libération du territoire.
La 2e circonscription du Mans le renvoie de nouveau à la Chambre, aux élections du 20 février 1876, au second tour de scrutin (5 mars). Son élection est invalidée, mais les électeurs, convoqués à nouveau le 21 mai suivant, confirment son mandat. Haentjens reprend alors sa place parmi la droite bonapartiste qui soutient le ministère du 16 mai contre les 363.
Candidat officiel aux élections qui suivirent la dissolution de la Chambre, le 14 octobre 1877, il est réélu.
Profondément hostile aux ministères républicains qui occupent le pouvoir après l'éphémère tentative de résistance du cabinet de Rochebouët, il représente sa candidature aux élections du 21 août 1881, échoue mais de nouveau l'élection est invalidée. Le nouveau scrutin du 26 février 1882, voit Haentjens l'emporter une fois encore.
Au nom de la droite bonapartiste, il participe aux discussions de finances et de budget. Aussi préconise-t-il comme remède, lors de l'interpellation de Langlois sur la crise économique (janvier 1884), un changement de régime politique : un retour aux fondements bonapartistes.

## Publications
- Les Crises des banques, lettre à M. le gouverneur de la Banque de France (1864)
- Réductions des impôts, développement du travail
- La ville du Mans contre le Crédit foncier (1882)